# Copa del Rey 1976/77
Die Copa del Rey 1976/77 war die 73. Austragung des spanischen Fußballpokals.
Nach dem Tod von Francisco Franco im November 1975 und der Wiedereinführung der Monarchie wurde der Pokalwettbewerb, zuvor in Anlehnung an den  Generalissimus Copa del Generalísimo genannt, erstmals wieder unter dem Namen Copa del Rey ausgespielt. Er startete am 21. September 1976 und endete mit dem Finale am 25. Juni 1977 im Estadio Vicente Calderón in Madrid. Titelverteidiger des Pokalwettbewerbes war Atlético Madrid. Den Titel gewann Betis Sevilla durch einen 8:7-Erfolg im Elfmeterschießen im Finale gegen Athletic Bilbao. Damit qualifizierten sich die Andalusier für den Europapokal der Pokalsieger 1977/78.

## Erste Runde
Die Hinspiele wurden am 21., 22., 23. und 29. September, die Rückspiele am 9., 26. und 27. Oktober 1976 ausgetragen.
|                           | Gesamt        |                        | Hinspiel | Rückspiel |
| ------------------------- | ------------- | ---------------------- | -------- | --------- |
| CD Atlético Baleares      | 0:2           | Levante UD             | 0:1      | 0:1       |
| CD Valdepeñas             | 5:7           | FC Barcelona Atlètic   | 3:3      | 2:4       |
| CD Colonia Moscardó       | 2:10          | FC Terrassa            | 0:4      | 2:6       |
| CD Pegaso                 | 1:1 4:2 i. E. | Sevilla Atlético       | 0:0      | 1:1       |
| CD Getafe                 | 4:3           | Gran Peña Celtista     | 3:2      | 1:1       |
| CD Baskonia               | 1:3           | FC Elche               | 1:0      | 0:3       |
| CE Constància             | 0:1           | Hércules Alicante      | 0:0      | 0:1       |
| CD Guadalajara            | 2:4           | Deportivo La Coruña    | 0:1      | 2:3       |
| Vinaroz CF                | 3:3 1:3 i. E. | Calvo Sotelo CF        | 2:1      | 1:2       |
| UD Las Palmas             | 2:1           | Bilbao Athletic        | 1:0      | 1:1       |
| Arenas Club               | 0:9           | Deportivo Alavés       | 0:6      | 0:3       |
| CD San Fernando           | 1:5           | Sporting Gijón         | 1:1      | 0:4       |
| Celta Vigo                | 2:0           | Real Unión             | 2:0      | 0:0       |
| Cultural Leonesa          | 2:6           | Rayo Vallecano         | 2:3      | 0:3       |
| CD Castellón              | 7:2           | CD Carabanchel         | 5:0      | 2:2       |
| Caudal Deportivo          | 1:4           | FC Pontevedra          | 1:0      | 0:4       |
| Jerez Industrial          | 2:3           | Real Valladolid        | 1:2      | 1:1       |
| UD Salamanca              | 4:2           | UD Poblense            | 3:1      | 1:1       |
| Zamora CF                 | 3:10          | Real Sociedad          | 2:4      | 1:6       |
| FC Córdoba                | 3:2           | Racing de Ferrol       | 3:0      | 0:2       |
| Real Murcia               | 3:1           | Real Jaén              | 3:1      | 0:0       |
| SD Ponferradina           | 3:11          | Recreativo Huelva      | 2:5      | 1:6       |
| UE Sant Andreu            | 2:2 4:5 i. E. | UE Lleida              | 2:0      | 0:2       |
| FC Valencia               | 6:1           | CD Naval               | 6:0      | 0:1       |
| FC Burgos                 | 3:0           | CD Acero               | 3:0      | 0:0       |
| CD Teneriffa              | 1:5           | CA Osasuna             | 1:2      | 0:3       |
| Linares CF                | 4:4 4:2 i. E. | Racing Santander       | 2:2      | 2:2       |
| FC Barakaldo              | 1:5           | Betis Sevilla          | 1:0      | 0:5       |
| Real Oviedo               | 5:2           | FC Palencia            | 4:1      | 1:1       |
| FC Granada                | 2:2 5:3 i. E. | CD Ensidesa            | 0:0      | 2:2       |
| CD Gijón                  | 2:3           | Castilla CF            | 2:0      | 0:3       |
| CD Olímpic                | 0:6           | Real Saragossa         | 0:5      | 0:1       |
| CD Eldense                | 3:3 3:4 i. E. | CD Málaga              | 2:0      | 1:3       |
| FC Sevilla                | 6:2           | CD Touring             | 6:0      | 0:2       |
| SD Gernika Club           | 2:1           | CD Laredo              | 1:1      | 1:0       |
| Ontinyent CF              | 1:3           | CF Reus Deportivo      | 0:0      | 1:3       |
| CE Sabadell               | 2:3           | Gimnàstic de Tarragona | 2:0      | 0:3       |
| CF Gandía                 | 2:2 4:5 i. E. | CD Getxo               | 1:0      | 1:2       |
| Mérida Industrial CF      | 2:5           | Atlético Ceuta         | 1:4      | 1:1       |
| CD Díter Zafra            | 1:2           | Deportivo Xerez        | 0:0      | 1:2       |
| Sestao SC                 | 5:2           | UP Langreo             | 3:1      | 2:1       |
| CP Cacereño               | 2:4           | CD Calahorra           | 1:2      | 1:2       |
| RC Portuense              | 1:2           | FC Algeciras           | 1:1      | 0:1       |
| CD Badajoz                | 2:5           | AD Almería             | 2:2      | 0:3       |
| Gimnástica de Torrelavega | 3:4           | RCD Mallorca           | 1:1      | 2:3       |
| CD Villena                | 2:3           | CD Ourense             | 2:0      | 0:3       |
| SD Ibiza                  | 1:3           | SD Compostela          | 1:0      | 0:3       |
| CD Logroñés               | 3:5           | FC Girona              | 3:3      | 0:2       |
| CD Aragón                 | 2:3           | CD Lugo                | 1:1      | 1:2       |
| Gimnástico Melilla CF     | 4:5           | CD Talavera            | 3:2      | 1:3       |
| CD Mirandés               | 2:0           | AD Torrejón            | 1:0      | 1:0       |
| Orihuela Deportivo CF     | 2:5           | FC Cádiz               | 2:1      | 0:4       |
| Betis Sevilla             | 3:4           | SD Huesca              | 2:2      | 1:2       |
| Yeclano CF                | 3:4           | CD Tudelano            | 3:1      | 0:3       |

## Zweite Runde
Die Hinspiele wurden am 9., 10., 11. und 17. November, am 22. Dezember 1976 und am 6. Januar 1977, die Rückspiele am 23. Dezember 1976, am 26. Januar sowie am 1., 2., 3., 9. und 10. Februar 1977 ausgetragen.
|                   | Gesamt        |                        | Hinspiel | Rückspiel |
| ----------------- | ------------- | ---------------------- | -------- | --------- |
| Atlético Ceuta    | 3:0           | FC Barcelona Atlètic   | 2:0      | 1:0       |
| CD Pegaso         | 2:3           | CD Getafe              | 1:0      | 1:3       |
| CD Mirandés       | 2:3           | FC Elche               | 2:0      | 0:3       |
| SD Gernika Club   | 2:7           | Rayo Vallecano         | 2:1      | 0:6       |
| Betis Sevilla     | 7:2           | Sestao SC              | 5:1      | 2:1       |
| SD Huesca         | 3:6           | Sporting Gijón         | 1:1      | 2:5       |
| Hércules Alicante | 4:1           | CD Talavera            | 4:1      | 0:0       |
| CD Lugo           | 0:1           | Deportivo La Coruña    | 0:1      | 0:0       |
| FC Burgos         | 2:2 3:4 i. E. | UE Lleida              | 1:1      | 1:1       |
| FC Algeciras      | 1:2           | FC Cádiz               | 0:0      | 1:2       |
| CD Ourense        | 2:5           | UD Salamanca           | 1:3      | 1:2       |
| FC Terrassa       | 0:1           | FC Sevilla             | 0:0      | 0:1       |
| CD Castellón      | 0:2           | CD Calahorra           | 0:0      | 0:2       |
| FC Girona         | 1:0           | Levante UD             | 0:0      | 1:0       |
| FC Granada        | 5:3           | Castilla CF            | 4:1      | 1:2       |
| CD Getxo          | 0:2           | Deportivo Alavés       | 0:1      | 0:1       |
| CA Osasuna        | 1:7           | Real Valladolid        | 1:5      | 0:2       |
| CF Reus Deportivo | 1:3           | Celta Vigo             | 1:3      | [ 1 ]     |
| CD Málaga         | 3:1           | Linares CF             | 3:0      | 0:1       |
| RCD Mallorca      | 2:4           | Real Sociedad          | 2:1      | 0:3       |
| FC Valencia       | 5:1           | Real Oviedo            | 3:0      | 2:1       |
| Recreativo Huelva | 5:0           | SD Compostela          | 5:0      | 0:0       |
| Real Saragossa    | 3:0           | Gimnàstic de Tarragona | 1:0      | 2:0       |
| AD Almería        | 3:6           | FC Pontevedra          | 2:3      | 1:3       |
| UD Las Palmas     | 3:2           | Real Murcia            | 1:1      | 2:1       |
| Deportivo Xerez   | 0:1           | FC Córdoba             | 0:0      | 0:1       |
| CD Tudelano       | 1:2           | Calvo Sotelo CF        | 1:0      | 0:2       |

1. ↑  Das Rückspiel im Estadio Balaídos musste abgesagt werden, weil das Spielfeld durch den übergetretenen Río Lagares überflutet war. Der CF Reus Deportivo zog sich daraufhin vom Wettbewerb zurück.

## Dritte Runde
Die Hinspiele wurden am 23. und 24. Februar sowie am 2. März, die Rückspiele am 9., 10. und 16. März 1977 ausgetragen.
|                     | Gesamt        |                 | Hinspiel | Rückspiel |
| ------------------- | ------------- | --------------- | -------- | --------- |
| Deportivo Alavés    | 0:2           | Real Sociedad   | 0:1      | 0:1       |
| FC Cádiz            | 2:4           | UD Las Palmas   | 2:1      | 0:3       |
| Celta Vigo          | 2:0           | CD Getafe       | 2:0      | 0:0       |
| Deportivo La Coruña | 1:6           | Betis Sevilla   | 1:2      | 0:4       |
| Atlético Ceuta      | 2:2 3:4 i. E. | UD Salamanca    | 1:0      | 1:2       |
| FC Córdoba          | 1:0           | Calvo Sotelo CF | 0:0      | 1:0       |
| FC Girona           | 1:2           | FC Elche        | 0:0      | 1:2       |
| Sporting Gijón      | 2:3           | RCD Español     | 0:0      | 2:3       |
| Hércules Alicante   | 3:2           | Real Madrid     | 3:0      | 0:2       |
| Recreativo Huelva   | 4:2           | CD Calahorra    | 3:0      | 1:2       |
| UE Lleida           | 2:3           | FC Granada      | 2:0      | 0:3       |
| Rayo Vallecano      | 2:3           | Real Valladolid | 1:2      | 0:1       |
| FC Sevilla          | 1:1 5:4 i. E. | FC Pontevedra   | 0:0      | 1:1       |
| FC Valencia         | 3:0           | CD Málaga       | 3:0      | 0:0       |

- Real Saragossa erhielt ein Freilos.

## Vierte Runde
Die Hinspiele wurden am 17. und 23. März, die Rückspiele am 26. März und 16. April 1977 ausgetragen.
|                | Gesamt |            | Hinspiel | Rückspiel |
| -------------- | ------ | ---------- | -------- | --------- |
| Real Saragossa | 2:1    | FC Granada | 1:0      | 1:1       |
| FC Córdoba     | 1:3    | Celta Vigo | 1:0      | 0:3       |

- Freilose: FC Elche, Hércules Alicante, Recreativo Huelva, RCD Español, Betis Sevilla, Real Sociedad, Real Valladolid, FC Sevilla, UD Las Palmas, UD Salamanca und FC Valencia.

## Achtelfinale
Die Hinspiele wurden am 27. April und 5. Mai, die Rückspiele am 12. und 19. Mai 1977 ausgetragen.
|                   | Gesamt |                   | Hinspiel | Rückspiel |
| ----------------- | ------ | ----------------- | -------- | --------- |
| Celta Vigo        | 3:2    | FC Barcelona      | 1:1      | 2:1       |
| FC Elche          | 1:4    | Athletic Bilbao   | 1:0      | 0:4       |
| Recreativo Huelva | 0:2    | UD Salamanca      | 0:1      | 0:1       |
| Real Sociedad     | 2:5    | RCD Español       | 2:2      | 0:3       |
| FC Sevilla        | 2:1    | Atlético Madrid   | 2:0      | 0:1       |
| FC Valencia       | 1:2    | Hércules Alicante | 1:0      | 0:2       |
| Real Valladolid   | 2:3    | Betis Sevilla     | 1:2      | 1:1       |
| Real Saragossa    | 2:1    | UD Las Palmas     | 1:0      | 1:1       |

## Viertelfinale
Die Hinspiele wurden am 28. und 29. Mai, die Rückspiele am 4. und 5. Juni 1977 ausgetragen.
|                 | Gesamt        |                   | Hinspiel | Rückspiel |
| --------------- | ------------- | ----------------- | -------- | --------- |
| Athletic Bilbao | 6:3           | FC Sevilla        | 5:0      | 1:3       |
| Betis Sevilla   | 3:3 4:2 i. E. | Hércules Alicante | 2:1      | 1:2       |
| RCD Español     | 3:1           | Celta Vigo        | 3:0      | 0:1       |
| Real Saragossa  | 2:3           | UD Salamanca      | 1:0      | 1:3       |

## Halbfinale
Die Hinspiele wurden am 11. Juni, die Rückspiele am 18. und 19. Juni 1977 ausgetragen.
|                 | Gesamt |               | Hinspiel | Rückspiel |
| --------------- | ------ | ------------- | -------- | --------- |
| RCD Español     | 1:2    | Betis Sevilla | 1:0      | 0:2       |
| Athletic Bilbao | 8:1    | UD Salamanca  | 6:0      | 2:1       |

## Finale
| Betis Sevilla                                      | Betis Sevilla | Athletic Bilbao | Athletic Bilbao |
| -------------------------------------------------- | --- | --- | --------------- |
| Betis Sevilla                                      | \| 25. Juni 1977 in Madrid (Estadio Vicente Calderón) \| \| Ergebnis: 2:2 n. V. (1:1, 1:1), 8:7 i. E. \| \| Zuschauer: 70.000 \| \| Schiedsrichter: José Luis García Carrión \|                                                                                            | \| 25. Juni 1977 in Madrid (Estadio Vicente Calderón) \| \| Ergebnis: 2:2 n. V. (1:1, 1:1), 8:7 i. E. \| \| Zuschauer: 70.000 \| \| Schiedsrichter: José Luis García Carrión \|                                                                                        | Athletic Bilbao |
| Betis Sevilla                                      | José Ramón Esnaola – Francisco Bizcocho, Antonio Biosca, Jaime Sabaté, Juan Manuel Cobo (55. Rafael del Pozo) – Javier López, Sebastián Alabanda, Julio Cardeñosa – García Soriano, Alfredo Megido (106. José Antonio Eulate), Antonio Benítez Cheftrainer: Rafael Iriondo | José Ángel Iribar – José María Lasa (38. Daniel Astrain), Agustín Guisasola, José Ramón Alexanko, Javier Escalza – Ángel María Villar, Javier Irureta, José Ignacio Churruca – Dani, Carlos Ruiz Herrero (80. José María Amorrortu), Rojo I Cheftrainer: Koldo Aguirre | Athletic Bilbao |
| Betis Sevilla                                      | 1:1 Javier López (45.) 2:2 Javier López (116.) | 0:1 Carlos Ruiz Herrero (14.) 1:2 Dani (97.) | Athletic Bilbao |
| Betis Sevilla                                      | Elfmeterschießen | | Athletic Bilbao |
| Betis Sevilla                                      | 1:0 García Soriano 2:1 Rafael del Pozo 3:2 Javier López 4:3 Antonio Biosca Julio Cardeñosa 5:4 Jaime Sabaté Sebastián Alabanda 6:5 José Ramón Esnaola 7:6 José Antonio Eulate 8:7 Francisco Bizcocho                                                                       | 1:1 Agustín Guisasola 2:2 José Ignacio Churruca 3:3 Javier Escalza 4:4 Javier Irureta Dani 5:5 José María Amorrortu Ángel María Villar 6:6 José Ramón Alexanko 7:7 Rojo I José Ángel Iribar                                                                            | Athletic Bilbao |
| Betis Sevilla                                      | Francisco Bizcocho (50.), Javier López (81.) | Rojo I (45.), Dani (77.) | Athletic Bilbao |
| 25. Juni 1977 in Madrid (Estadio Vicente Calderón) | | |                 |
| Ergebnis: 2:2 n. V. (1:1, 1:1), 8:7 i. E.          | | |                 |
| Zuschauer: 70.000                                  | | |                 |
| Schiedsrichter: José Luis García Carrión           | | |                 |